# Apechthis tricincta
Apechthis tricincta är en stekelart som först beskrevs av Cresson 1865.  Apechthis tricincta ingår i släktet Apechthis och familjen brokparasitsteklar. Inga underarter finns listade i Catalogue of Life.